# Qi Benyu
Qi Benyu (chinesisch 戚本禹, Hanyu-Pinyin: Qī Běnyǔ, Wade-Giles: Ch'i Pen-Yü; * 1931 in Weihai, Provinz Shandong; † 20. April 2016 in Shanghai) war ein ultralinker Theoretiker und Propagandist während der chinesischen Kulturrevolution. Er war Mitglied der Gruppe Kulturrevolution, Vorsitzender der Xinfang-Abteilung und Vize-Vorsitzender des Zentralbüros des Zentralkomitees der KPCh, Vorsitzender der Geschichtsabteilung des Magazins Rote Fahne. 1968 wurde er seiner Ämter enthoben und inhaftiert.

## Leben

### Jugend
Qi Benyu besuchte die Zentrale Schule der Kommunistischen Jugendliga Chinas und trat als Student zu Beginn der 50er Jahre der Kommunistischen Partei Chinas bei.
Nach seiner Graduierung wurde er Assistent von Mao Zedongs Sekretär Tian Jiaying.
1963 schrieb er einen Artikel über Li Xiucheng, einen Führer des Taiping-Aufstandes. In diesem Artikel griff er Luo Ergang, die bisherige Autorität auf diesem Gebiet, heftig an und gewann damit Maos Zustimmung. In der Folge wurde Qi in die Redaktion der Roten Fahne aufgenommen.
Dort veröffentlichte er am 8. Dezember 1965 als Reaktion auf Yao Wenyuans „Kritik an Hai Rui wird seines Amtes enthoben“ den Artikel „Für die Revolution die Geschichte erforschen“, in dem er mehrere Historiker kritisierte, ohne diese jedoch namentlich zu nennen. Vor allem den von Jian Bozan verfolgten Ansatz, die unterschiedlichen Blickwinkel der sozialen Klassen sowie die Sichtweisen des Historismus zu beachten, weist er als kapitalistische Standpunkte, die „über den Klassen stehend“ und „objektivistisch“ seien, zurück. Mao gefiel der Artikel und er lobte ihn mit den Worten: „Wer sind die heutigen Autoritäten? Es sind Yao Wenyuan, Qi Benyu, Yin Da... Leute von geringem Alter, geringem Wissen, festen Standpunkten und stabilen politischen Erfahrungen“. Dennoch ging ihm der Artikel nicht weit genug und er ermunterte Qi, die ihm unliebsamen Historiker auch namentlich anzugreifen. Daraufhin schrieb Qi einen Artikel, in dem er Wu Han direkt angriff und wirkte an einem weiteren Essay mit, in dem Jian Bozan kritisiert wurde. Beide erschienen in der Volkszeitung und
legten den Grundstein für Qis Reputation als radikaler Theoretiker und Kritiker.

### Politischer Aufstieg
Ab Mitte 1966 begann Qis steiler Aufstieg während der Kulturrevolution. Im Mai wurde er Mitglied der Kulturrevolutionsgruppe und wenige Zeit später Vizevorsitzender des Sekretariats des ZK der KPCh sowie amtierender Direktor des Generalbüros des ZK der KPCh. Auch in der Roten Fahne stieg er zum stellvertretenden Chefredakteur auf. Ebenfalls noch 1966 wurde er Sekretär von Mao Zedong und dessen Frau Jiang Qing. In der Siebten Ausgabe der Roten Fahne des Jahres 1966 veröffentlichte er den Artikel „Kritik der kapitalistischen Standpunkte von Qianxianund Beijing Ribao“ (beides waren Zeitungen des Pekinger Parteikomitees). Qi spielte eine immer größere Rolle in den Kampagnen gegen Liu Shaoqi, Deng Xiaoping und das alte Partei-Establishment, sowie beim Versuch der Kulturrevolutionsgruppe Ende 1966 / Anfang 1967, die Rebellen weiter anzustacheln.
Von den vielen Artikeln und Reden, die Qi während der Jahre 1966 und 1967 schrieb, war der am 30. März 1967 in der „Roten Fahne“ veröffentlichte Artikel „Patriotismus oder Landesverrat? Kritik am Historienfilm Geheimgeschichte des Qing-Palastes“ von besonderer Bedeutung. Er wurde von Mao hochgelobt und erschien am 1. April im Volltext auch in der Volkszeitung, der meistgelesenen Zeitung der Volksrepublik. Der Artikel war „ein klassisches Beispiel für versteckte politische Andeutungen und Rufmord im Kulturrevolutionsstil“ und richtete sich in erster Linie gegen Liu Shaoqi, ohne dass dieser je namentlich erwähnt wurde. Auf ihn wurde stattdessen fortlaufend als „der größte Capitalist Roader in der Partei“ und als „Chinas Chruschtschow“ Bezug genommen.
Der Artikel initiierte eine neue Welle landesweiter Kampagnen gegen Liu und bestimmte den Tenor der nun verstärkt aufkommenden „revolutionären, großen Kritik“, die sich gegen „die Handvoll größter Capitalist Roaders in der Partei“ und „den Kurs des konterrevolutionären Revisionismus“ richtete.
Qi begann nun auch direkter in das politische Geschehen einzugreifen, indem er Rote Garden anleitete, Peng Dehuai aus Sichuan zurück nach Peking zu bringen, und sie ermunterte, sogar innerhalb des Regierungsviertels Zhongnanhai gegen Liu, Deng, Zhu De und Tao Zhu vorzugehen.
Am 14. April 1967 erklärte er, dass das von Yu Luoke geschriebene Traktat „Diskussion des Ursprungs der Klassen“ giftiges Gedankengut enthalte, was dazu führte, dass dieser am 5. März 1970 zum Tode verurteilt wurde.

## Wang-Guan-Qi-Affäre
Ab 1967 forcierte Qi zusammen mit Wang Li, Guan Feng und anderen Mitgliedern der Kulturrevolutionsgruppe Maos Pläne, die Kulturrevolution auch im Militär durchzusetzen. Sie riefen das Volk auf, die „Handvoll Capitalist Roaders“ in der Volksbefreiungsarmee aufzustöbern, womit sie auf heftigen Widerstand stießen. Auch in der Außenpolitik wurde eine Radikalisierung angestrebt, was in der Erstürmung der britischen Botschaft in Peking am 22. August gipfelte. Mao sah sich nun zum einen wachsendem Chaos in seiner wichtigsten verbliebenen Machtbasis, dem Militär, gegenüber und zum anderen vehementer werdendem innerparteilichen Widerstand. Daher beschloss er, die sogenannten „Drei Kleinen“ Wang, Guan und Qi fallenzulassen. Die ersteren beiden wurden im August 1967 ihrer Ämter enthoben und als letzter wurde schließlich auch Qi am 13. Januar 1968 verhaftet und ihm wurden alle Posten innerhalb und außerhalb der Partei aberkannt. Am 26. Januar wurden alle drei in das berüchtigte Qincheng-Gefängnis gebracht.
Der Hauptanklagepunkt wurde von Jiang Qing in einer an Offiziere der VBA gerichteten Rede offenbart: die „Wang-Guan-Qi-Anti-Partei-Clique“ habe seit Beginn der Kulturrevolution heimlich für Liu Shaoqi, Deng Xiaoping und Tao Zhu gearbeitet. Obwohl die gesamte Zeit inhaftiert, wurde Qi erst am 14. Juli 1980 offiziell vom Pekinger Polizeibüro verhaftet und am 2. November 1983 vom Mittleren Volksgerichtshof der Stadt Peking als Mitglied der konterrevolutionären Cliquen Lin Biaos und Jiang Qings sowie wegen 'konterrevolutionärer Propaganda', 'falscher Anschuldigungen' und der 'Anstachelung der Massen zu Gewalt und Zerstörung' (da-za-qiang) zu 18 Jahren Freiheitsentzug und vier Jahren Rechteentzug verurteilt, wobei ihm die bereits abgesessenen 15 Jahre angerechnet wurden.
Nachdem er 1986 aus dem Gefängnis entlassen worden war, arbeitete Qi als Bibliothekar in den Sammlungen der Bibliothek von Shanghai, bis er zu Beginn der 1990er Jahre pensioniert wurde. Von da an war er Mitherausgeber des neunbändigen „Glossars zur Lehre des Yijing“ und setzte, neben fortgesetzten Studien und Vorträgen, auch einen Fuß in die Wirtschaft, mit besonderem Interesse am Finanz- und Bankensektor. Er bekam zwei Söhne und eine Tochter. Seinen Lebensabend verbrachte er, zusammen mit seiner Ehefrau Qiu Yunying, bei seinem jüngeren Sohn lebend.